# Gáspár Bekes

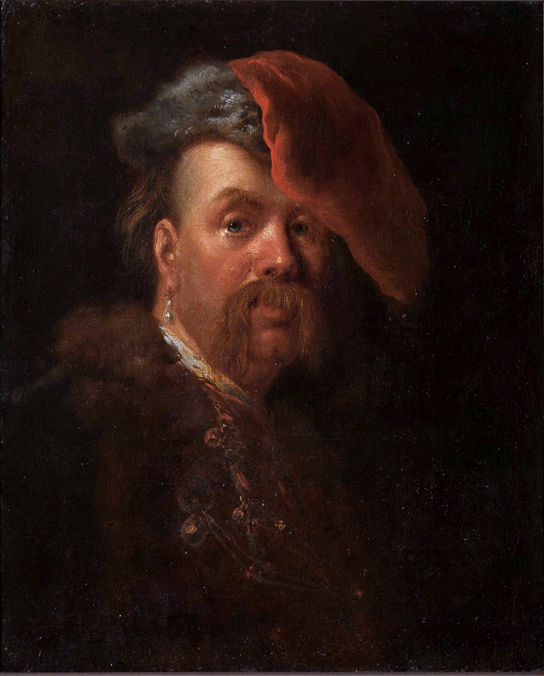
Porträt von Bekes, Alexis Grimou (ca. 1730) zugeschrieben

Gáspár Bekes von Kornyát (auch Gáspár de Corniath Bekes, Kornyáti Bekes Gáspár oder Kaspar Bekes; * 1520; † 7. November 1579 in Hrodna) war ein ungarisch-siebenbürgischer Magnat, Graf von Fogarasch und zeitweiliger Thronprätendent des Fürstentums Siebenbürgen.

## Leben

### Herkunft, Familie

Bekes' Wappen

Gáspár Bekes entstammte einer alten ungarischen Adelsfamilie. Sein Vater László war stellvertretender Kommandant der Festung Lugosch im Banat. Nach dem Tod seiner ersten Frau, Anna Harinnay, heiratete Bekes am 30. November 1567 Anna Sárkándy. Er bekannte sich zum Unitarismus, dessen Anhänger außerhalb Siebenbürgens fast überall in Europa als Ketzer verfolgt wurden. Dennoch erlangte Bekes im Thronstreit mit dem katholischen Stephan Báthory die Unterstützung des katholischen Kaisers Maximilian II.

### Im Dienst Johann Sigismund Zápolyas
Als enger Berater von Johann Sigismund Zápolya, dem Fürsten von Siebenbürgen, machte Bekes Karriere an dessen Hof und stieg schließlich zum Schatzmeister auf. Zeitweilig vertrat er den Fürsten als Gesandten am Hof des osmanischen Sultans in Konstantinopel und beim römisch-deutschen Kaiser. Mit Maximilian II. handelte er den Vertrag von Speyer aus, der am 16. August 1570 auf dem dortigen Reichstag unterzeichnet wurde. Darin wurde Kaiser Maximilian als König von Ungarn und damit als Oberherr Siebenbürgens anerkannt.

### Thronstreit mit Stephan Báthory
Da Fürst Johann Sigismund keinen gesetzlichen Erben hatte, bestimmte er Gáspár Bekes zu seinem Nachfolger. Nach seinem Tod wählte die Ständeversammlung von Siebenbürgen in Alba Iulia am 25. Mai 1571 jedoch nicht Bekes, sondern Stephan Báthory zum neuen Fürsten. Die Stände wurden dabei unterstützt durch den osmanischen Sultan Selim II., der genau wie der habsburgische Kaiser die Herrschaft über Siebenbürgen beanspruchte. Bekes befand sich damals noch am Hof Maximilians II. und gewann dessen Unterstützung im Kampf gegen Báthory. Er stellte eine Armee auf, mit der er im Sommer 1573 vom habsburgischen Oberungarn aus nach Siebenbürgen eindrang, musste sich jedoch schon im Herbst wieder zurückziehen. Als Maximilian und Báthory ihren Konflikt kurzfristig beilegten, reiste Bekes nach Konstantinopel, wo er sich vergeblich um die Unterstützung des Sultans bemühte. Im Jahr 1574 flammten die Streitigkeiten zwischen dem Kaiser und Stephan Báthory aber erneut auf, da sich beide um die Krone von Polen-Litauen bewarben. Unterstützt von Maximilian, von Adligen, die mit Báthorys Herrschaft unzufrieden waren und der Volksgruppe der Szekler, die innerhalb Siebenbürgens eine gewisse Autonomie genoss, löste Bekes erneut einen Aufstand aus. Auch diesen schlug Stephan Báthory mit Hilfe seines Bruders Christoph nieder. Nach der verlorenen Schlacht bei Kerelőszentpál am 10. Juni 1575 entkam Bekes mit knapper Not nach Wien. Báthory ließ viele seiner adligen Anhänger hinrichten und ihn selbst zum Landesfeind erklären und enteignen. Die Szekler verloren ihre bisherigen Privilegien.

### Verbündeter Báthorys

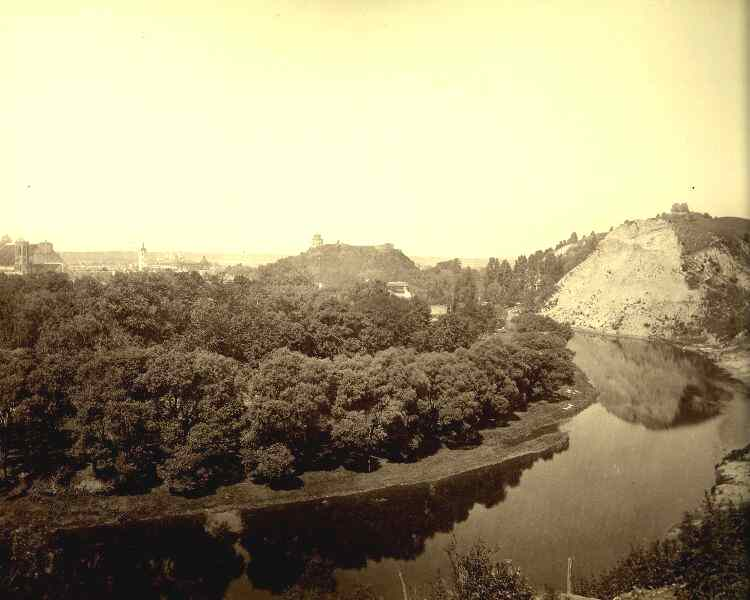
Reste des Bekes-Hügels bei Wilna auf einem Foto aus den Jahren 1873 bis 1881

Im Jahr 1576 starb Kaiser Maximilian, und sein Konkurrent Báthory wurde in Krakau zum polnischen König gewählt. Damit verloren Bekes' Bestrebungen jede Aussicht auf Erfolg. Er söhnte sich daher trotz der bestehenden religiösen Differenzen mit seinem Rivalen aus und wurde in seinen letzten Jahren zu dessen loyalem Unterstützer und Ratgeber. So kämpfte er für Báthory an der Spitze ungarischer Reitertruppen im Danziger Krieg und später im Livländischen Krieg gegen Zar Iwan den Schrecklichen. Für seine Dienste verlieh Bathory ihm die Starostei Lanckorona bei Krakau und weitere Ländereien.

### Tod und Begräbnis
Nach der Eroberung von Polazk im Livländischen Krieg erkrankte Gáspár Bekes und starb in Hrodna. Sein Leichnam wurde nach Wilna gebracht, aber alle christlichen Gemeinden der Stadt verweigerten die Bestattung eines Unitariers auf einem ihrer Friedhöfe. Bekes wurde daher außerhalb der Stadt – im Bereich des heutigen Kalnu-Parks – auf einem später nach ihm benannten Hügel begraben, der von einem 20 Meter hohen, achteckigen Turm gekrönt wurde. Der Teil des Bekes-Hügels, auf dem sich der Turm und das Grabmal befanden, wurde bis Ende des 19. Jahrhunderts durch Erosion und Hochwasser des Flusses Vilnia abgetragen.